# Alexander Bain (filosof)
Alexander Bain, född 11 juni 1818, död 18 september 1903, var en skotsk filosof.
Bain var professor i logik vid universitetet i Aberdeen, samt vän och lärjunge till John Stuart Mill. Sin psykologi bygger Bain bland annat på ett ingående studium av fysiologi och anatomi och fullföljer i huvudsak den engelska associationspsykologins forskningsprogram; han betonar dock starkt den ursprungliga aktiviteten och verksamhetsdriften i själslivet, liksom den spontana rörelsen hos allt organiskt liv; tanken själv är enligt honom en sådan hämmad, återhållen rörelse. Hans huvudarbeten är The Senses and the Intellect (1856, 4:e upplagan 1894), The Emotions and the Will (1859, 4:e upplagan 1899). 1876 grundade han kvartalstidskriften Mind. Hans självbiografi Autobiography utkom 1904.

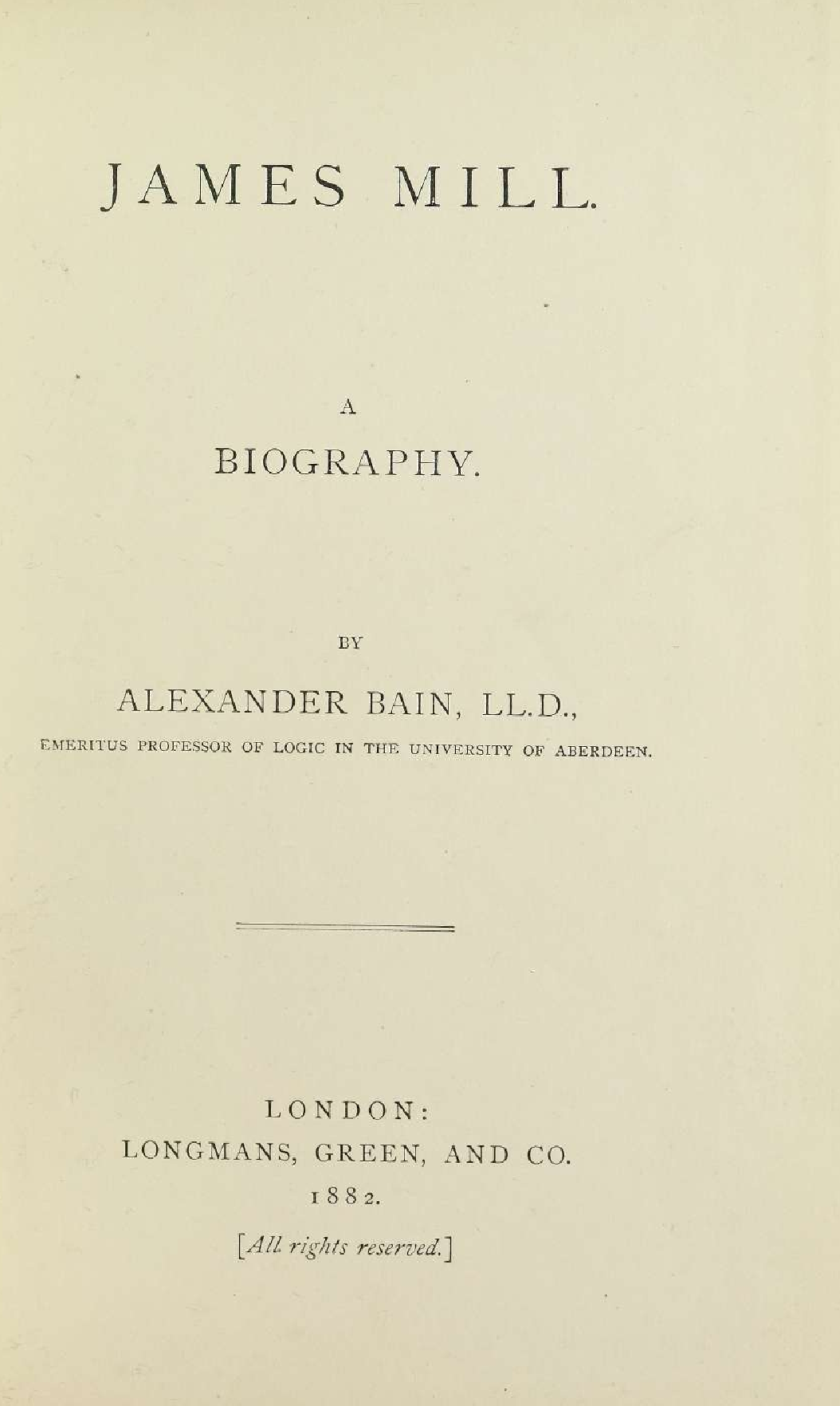
James Mill. A biography, 1882